# Hylarana parvacola
Hylarana parvacola är en groddjursart som först beskrevs av Inger, Stuart och Djoko Iskandar 2009.  Hylarana parvacola ingår i släktet Hylarana och familjen egentliga grodor. Inga underarter finns listade i Catalogue of Life.